# Николаевка (Александровская поселковая община)
Николаевка (укр. Миколаївка) — село в Александровской поселковой общине Кропивницкого района Кировоградской области Украины.
До 2020 года входило в Александровский район
Население по переписи 2001 года составляло 63 человека. Почтовый индекс — 27336. Телефонный код — 5242. Код КОАТУУ — 3520585502.